# مسييه 78

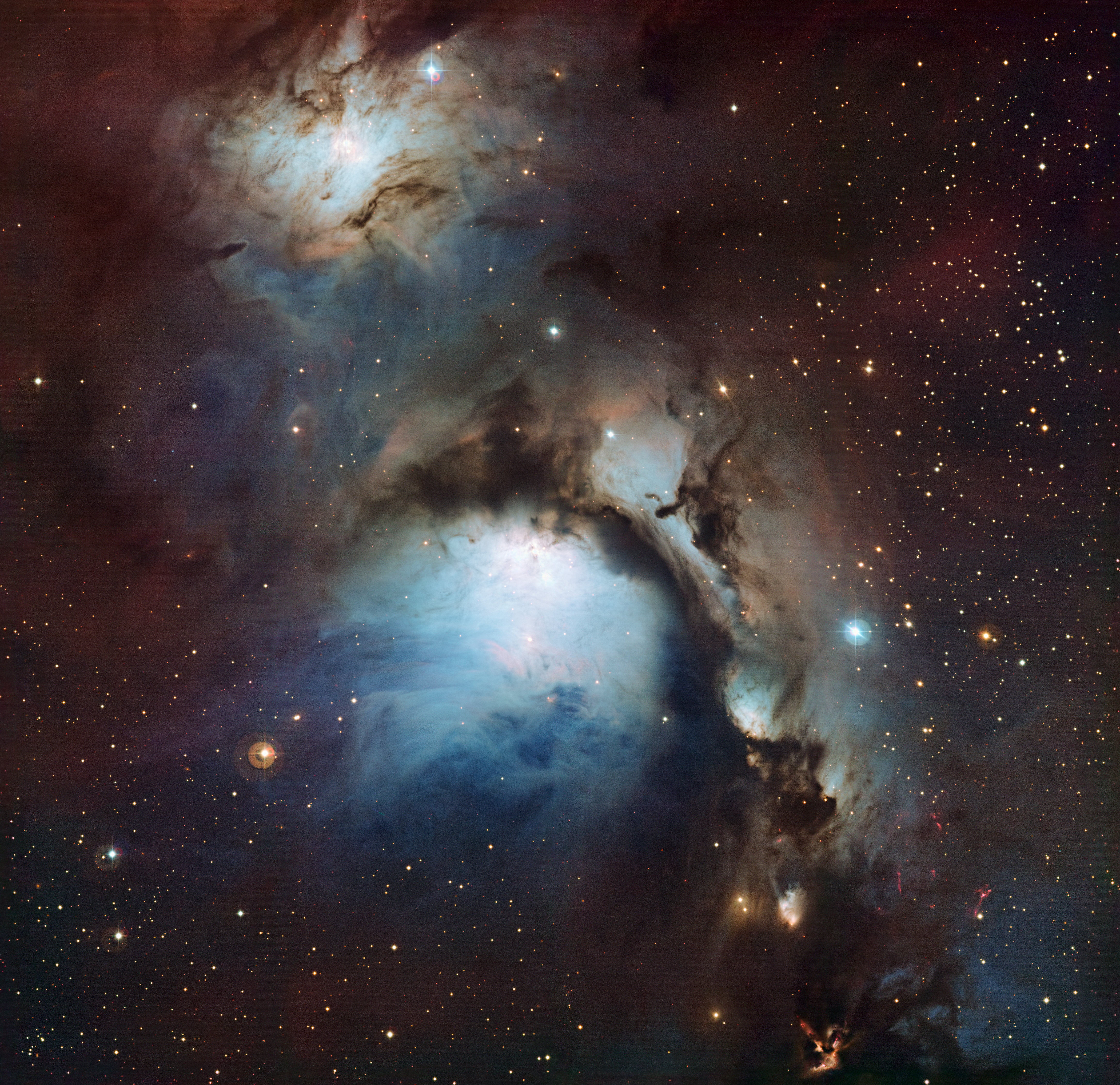
مسييه 78

مسييه 78 أو السديم رقم م78 (بالإنجليزية: Messier 78 أوM 78 أو NGC 2068 ) هو سديم مكون من الغاز والغبار التي تعكس ضوء النجوم القريبة منها ويوجد في كوكبة الجبار. اكتشفه الفلكي الفرنسي بيير ميشان عام 1780 وأضافه إلى فهرس مسييه الذي كان مسييع يحصي به المذنبات.
والسديم م78 هو المنطقة الأشد لمعانا لعدة تجمعات غازية تشمل NGC 2064 و NGC 2067 و NGC 2071. وتنتمي المجموعة إلى سحابة الجبار الجزيئية وتبعد نحو 1600 سنة ضوئية من الأرض ، ويمكن مشاهدته بسهولة بواسطة تلسكوب صغير حيث يبدو كسحابة يحوي نجمين ذوي لمعان يبلغ 10 قدر ظاهري .
يسمى هذان النجمان HD 38563A و HD 38563B وهما اللذان يتسببان في إضاءة السديم الغباري فيعكس ضوئهما .
وتوجد نحو 45 من النجوم المتغيرة من نوع T Tauri الحديثة التكون .

## خصائص السديم مسييه 78
- البعد عن الأرض: 1600 سنة ضوئية
- درجة اللمعان: 3و8 قدر ظاهري
- الحجم الظاهري : 8 دقيقة قوسية في 6 دقيقة قوسية
- القطر 4 سنة ضوئية
- من مجموعة كوكبة الجبار Orion.

## اقرأ أيضا
- نجم
- مجرة
- قزم أبيض
- عملاق أحمر
- الانفجار العظيم
- خط زمني للانفجار العظيم
- نجم نيوتروني
- ثقب أسود

## وصلات خارجية
- موقع الكون